# Ubisoft São Paulo
Ubisoft São Paulo foi um estúdio de desenvolvimento de jogos eletrônicos e subsidiária da Ubisoft, sendo esse o seu primeiro estúdio na América Latina. O estúdio ficava localizado na Avenida Paulista, na capital paulista.
A abertura do estúdio fez parte da estratégia de expansão global da empresa, e pela oferta jovem e criativa que é encontra no Brasil e países próximos na América Latina. No início, a Ubisoft São Paulo contou com 20 funcionários, com plano de expansão para até 200 funcionários em um prazo de quatro anos. O estúdio ficou primeiramente responsável pelo desenvolvimento de jogos casuais para os consoles Nintendo DS e Wii.
Comandado por Bertrand Chaverot, que já trabalhou no Brasil de 1999 a 2003 na divisão de distribuição de jogos da Ubisoft no Brasil, os planos incluíram a expansão e abertura de novos estúdios em cidades como Rio de Janeiro e Florianópolis.
Em janeiro de 2009, a Ubisoft anunciou a aquisição do estúdio SouthLogic, localizado na cidade de Porto Alegre. A empresa passou a fazer parte da Ubisoft São Paulo, mas com o escritório em Porto Alegre.
Em setembro de 2010 a Ubisoft informou que devido ao declínio do mercado de Nintendo DS, as operações no Brasil seriam reavaliadas, o que levou ao fechamento do estúdio.

## Jogos desenvolvidos
- Imagine: Wedding Designer (2008)
- Imagine: Detective (2009)
- Imagine: Party Planner (2008)
- Michael Jackson: The Experience (2010)
- Petz: Hamsterz Superstarz